# A8 (motorväg, Polen)

Karta över vägen.

A8 vid Wrocław

A8 är en 22,3 km lång motorväg i Polen som utgör del av en västlig förbifart vid Wrocław.

## Trafikplatser
|                   | Nr | Skyltning                                  |
| Övergår från E 67 |    |                                            |
|                   | 0  | Wrocław-Południe E 40 E 261                |
|                   | 2  | Wrocław-Zachód                             |
|                   | 7  | Wrocław-Lotnisko                           |
|                   | 10 | Wrocław-Stadion                            |
|                   |    | Rędzińskibron över Ślęza och Oder (1742 m) |
|                   | 18 | Wrocław-Północ E 261                       |
|                   |    | Wrocław-Północ E 261 (Planerad)            |
|                   | 22 | Wrocław-Pawłowice                          |
| Övergår i E 67    |    |                                            |